# Angela Zhang
Angela Zhang ou « Chang », de son vrai nom Zhang Shao Han (chinois simplifié : 张韶涵 ; pinyin : Zhāng Shàohán ; née le 19 janvier 1982), est une actrice, un mannequin et une chanteuse taïwanaise.

## Biographie
Bien qu'Angela Zhang soit née à Taïwan, elle fait partie de la minorité ethnique des Hakkas, sa famille a décidé d'immigrer au Canada quand elle avait 12 ans. Elle a été scolarisée au lycée Sir Winston Churchill (en) à Vancouver.

## Discographie
- 2004 : Over the Rainbow (zh)
- 2004 : Aurora (zh)
- 2006 : Pandora (zh)
- 2007 : Flower In The Wonderland (zh)
- 2007 : Ang 5.0 (zh)
- 2009 : The 5th Season (zh)
- 2012 : VISIBLE WINGS (zh)
- 2014 : ANGELA ZHANG (zh)
- 2016 : Head Over Heels (zh)
- 2019 : ? (zh)

## Filmographie

### Dramas
- 2002 : My MVP Valentine (MVP情人 (zh)) : Tian Yu Xi
- 2003 : At The Dolphin Bay (海豚灣戀人 (zh)) : Yi Tian Bian
- 2005 : La Robe de mariée des Cieux (天国的嫁衣 (zh)) : elle-même (invitée fin de l'épisode 19)
- 2005 : When Dolphin met Cat (海豚愛上貓 (zh)) : Yingzi (invitée)
- 2006 : Bump Off Lover 17 (愛殺17 (zh)) : Xu Yi Zhen / Xu Yi Jing / A Cat
- 2006 : Coming Home (烽火孤兒)[3] : Shao han (invitée épisodes 2 et 3)
- 2007 : Romantic Princess (公主小妹 (zh)) : Huang Fu Shan / Xiao Mai
- 2016 : The Adventure For Love (尋找愛的冒險 (zh)) : Xia Yirou (rôle spécial)

## Télévision
En 2018, Angela Zhang a participé à la sixième saison de Singer en 2018, et a fini en sixième position.

## Doublage

### Cinéma

#### Films
- Shrek 2 : voix chinoise de Fiona
- Shrek 3 : voix chinoise de Fiona
- Shrek 4 : Il était une fin : voix chinoise de Fiona